# Paul Götzl
Paul Götzl (* 4. Jänner 1884 in Wien; † 23. Dezember 1957 ebenda) war ein österreichischer Industrie-Manager.

## Leben und Wirken
Götzl war zunächst Generaldirektor der Österreichischen Waffenfabriksgesellschaft, ab 1926 Steyr-Werke. Ab 1929 war er Generaldirektor der Österreichische Daimler Motoren Gesellschaft und nach der Fusionierung zur Steyr-Daimler-Puch AG 1934 dort Vorstandsmitglied. Ab 1946 fungierte als Aufsichtsratsvorsitzender der Gesellschaft.
Unter seiner Leitung wurde in der zweiten Hälfte der 1940er-Jahre der Kooperationsvertrag für die Lizenzproduktionen Steyr-Fiat mit dem Fiat-Konzern abgeschlossen und es kamen Fiat-Modelle als Steyr-Fiat auf den österreichischen Markt.
Er gehörte in den 1920er-Jahren dem Generalrat der Österreichischen Nationalbank an, weshalb seine Unterschrift auf österreichischen Banknoten zu lesen war.
1922 war er gemeinsam mit Rudolf Illner und Franz Dinghofer Mitbegründer der KAMIG, Österreichische Kaolin- und Montan Industrie Gesellschaft m.b.H. Das Unternehmen befindet sich seit Jahrzehnten im Besitz und unter der Leitung der Familie Götzl. Sein Sohn Fritz Götzl war ab 1946, sein Enkel Peter Götzl ab 1977 Generaldirektor des Unternehmens. Seit Beginn der 2000er-Jahre leitet Alexander Götzl die Firmengruppe.
Von 1933 bis 1938 war er bzw. sein Sohn Eigentümer von Schloss Neudorf in Wildon. Er war verheiratet mit Kornelia Nelly Romana und Vater zweier Söhne und einer Tochter.

## Funktionen in der Wirtschaftskammer Österreich
- Obmann des Verbands der Automobilindustrie und des übergeordneten Fachverbands der Eisen-, Metall und Elektroindustrie (1934 bis 1938)
- Präsident des Verbandes der Fahrzeugindustrie (1945 bis 1948)
- Präsident des Fachverbandes der Fahrzeugindustrie Österreichs (1948 bis 1958)

## Auszeichnungen
- Italienische Orden
- Komturkreuz des österreichischen Verdienstordens[2]
- Großes Silbernes Ehrenzeichen der Republik Österreich (1956)